# Leondárion
Leondárion (Leontarion, Leontario, Liontari, Kantza) är en ort i Grekland.   Den ligger i prefekturen Nomarchía Anatolikís Attikís och regionen Attika, i den sydöstra delen av landet, 12 km öster om huvudstaden Aten. Leondárion ligger 207 meter över havet och antalet invånare är 5 929.
Terrängen runt Leondárion är kuperad västerut, men österut är den platt. Terrängen runt Leondárion sluttar österut. Runt Leondárion är det ganska tätbefolkat, med 222 invånare per kvadratkilometer. Närmaste större samhälle är Aten, 12,2 km väster om Leondárion. Trakten runt Leondárion består till största delen av jordbruksmark.